# Ollie Jones
Ollie Jones (Upper Hutt, 23 april 1996) is een Nieuw-Zeelands wielrenner.

## Carrière
In 2017 verdiende Jones een contract bij de opleidingsploeg van Team Dimension Data na zijn prestaties op het platform Zwift. Namens dat team nam hij in 2018 deel aan onder meer de Ronde van Vlaanderen voor beloften. Na slechts één seizoen vertrok hij echter weer bij de ploeg. In 2021 nam Jones met een nationale selectie deel aan de New Zealand Cycle Classic, waar hij met zijn ploeggenoten de openingsploegentijdrit won. In het eindklassement werd hij negende. Een jaar later bleef enkel Mark Stewart hem voor in het klassement.
In 2023 werd Jones prof bij Bolton Equities Black Spoke. In de Ronde van Asturië van dat jaar won hij het bergklassement. In 2024 zette hij een stap terug naar het amateurploeg Southern Cross Racing.

## Overwinningen
2021
1e etappe New Zealand Cycle Classic (ploegentijdrit)
2023
Bergklassement Ronde van Asturië

## Ploegen
- 2018 –  Dimension Data for Qhubeka Continental Team
- 2021 –  Global 6 Cycling
- 2022 –  St George Continental Cycling Team
- 2023 –  Bolton Equities Black Spoke
- 2024 –  Southern Cross Racing

Areruya · de Bod · Chokri · Innocenti · Jones · Main · Molini · Mozzato · Mugisha · Sobrero · Visser · Weldu
Aalrust · Becking · Berlin · Bongiorno · Hansen · Jones · Koerjanov · Mitri · O'Donnell · Paluta · Pettersen · Pithie · Sessler · Steinacher
Crome · Dutton · Harvey · Ivory · Jones · Keast · Kergozou · Mawditt · Nankervis · Nisbet · Pithie · Reardon · Walters
Batt · Bostock · Burnett · Christensen · Currie · Fitzsimons · Fouché · Gate · Gough · Jackson · Jones · Kench · Mudgway · O'Donnell · Oram · Scott · Sexton · Stewart · Townsend · Wright · Gardner (stagiair) · Hornblow (stagiair) · Vercouillie (stagiair)